# ジュール・ホフマン
ジュール・アルフォンス・ニコラ・ホフマン（Jules Alphonse Nicolas Hoffmann {IPA-fr|ʒyl ɔfman}, 1941年8月2日 - ）はルクセンブルク系フランス人生物学者、ストラスブール大学教授。

## 概要
「自然免疫の活性化に関する発見」によりブルース・ボイトラーと2011年ノーベル生理学・医学賞の半分を共同受賞した。
ホフマンはショウジョウバエのToll遺伝子(en)の免疫系における役割を発見した。哺乳類における相同遺伝子であるToll様受容体（TLR）の重要な機能はボイトラーにより解明された。TLRは真菌や細菌といった他の生物の構成成分を特定し、免疫応答を誘発させる。これにより、例えば敗血性ショックが死亡した細菌（グラム陰性菌）の内毒素により誘発される（エンドトキシンショック）ことが説明できる。

## 教育
ホフマンは化学と生物で学位を取得し、1969年にストラスブール大学にて生物学でPh.D.を取得した。大学院修了後、1973年から1974年にかけてドイツ、マールブルクのフィリップ大学マールブルクにて学ぶ。

## 研究
1964年から1968年にかけてフランス国立科学研究センターにてリサーチアシスタントを務め、1969年に助手(research associate)となる。1974年にはResearch Directorに就任。1978年から2005年まで、フランス国立科学研究センターの「昆虫の免疫応答と発育(Immune Response and Development in Insects)」研究部門の責任者を務め、また、1993年から2005年までストラスブール 国立科学研究センター分子細胞生物学研究所の責任者を務めた。
ホフマンはドイツ国立科学アカデミー・レオポルディーナ、フランス科学アカデミー、欧州学士院（英語: Academia Europaea）、欧州分子生物学機構(EMBO)、アメリカ芸術科学アカデミー、ロシア科学アカデミーの会員である。
2007年にはフランス科学アカデミー議長に就任した。
2012年にアカデミー・フランセーズの会員となった。

## 受賞歴
- 2003年 ウィリアム・コーリー賞
- 2004年 ロベルト・コッホ賞
- 2007年 バルザン賞 自然免疫の研究に対して。(ブルース・ボイトラーと共同受賞)
- 2008年 トムソン・ロイター引用栄誉賞 (審良静男、ブルース・ボイトラーと共同受賞)
- 2010年 ローゼンスティール賞 (ルスラン・メジトフと共同受賞)
- 2010年 慶應医学賞
- 2011年 ガードナー国際賞 (審良静男と共同受賞)
- 2011年 ショウ賞 (ブルース・ボイトラー、ルスラン・メジトフと共同受賞)
- 2011年 CNRS Gold medal
- 2011年 ノーベル生理学・医学賞 (ブルース・ボイトラー、ラルフ・スタインマンと共同受賞)

## 勲章
- 2002年 レジオンドヌール勲章オフィシエ
- 2012年 レジオンドヌール勲章コマンドゥール
- 2020年 旭日重光章[4]